# Драгомир Пенчовски
Драгомир Ганчев Пенчовски (Шишко) е участник в Съпротивителното движение по време на Втората световна война. Български партизанин от Народна бойна дружина „Чавдар“ и Партизански отряд „Христо Кърпачев“.

## Биография
Драгомир Пенчовски е роден е на 25 октомври 1910 г. в с. Горско Сливово, Ловешко. Учи в родното си село. По време на военната си служба завършва школа за подофицери. Под влиянието на учителите Тончо Желязков и Тодор Неделчев, става член на РМС. През 1931 г. е активен ремсов организатор в родното си село. Урежда събрания, на които говори Лазар Станев, Павел Ламбов и др, разпространява позиви и апели. За тази си дейност е осъден на три години затвор по ЗЗД.
След излежаване на присъдата е наемен работник в София, откъдето донася комунистическа литература в с. Горско Сливово. Заподозрян от полицията отново, за да не попадне втори път в затвора минава в нелегалност. Партизанин в Народна бойна дружина „Чавдар“ от август 1942 г. и Партизански отряд „Христо Кърпачев“. Член на БРП (к). Приема партизанското име Шишко. Избран за командир на I чета. За своята революционна дейност Драгомир Пенчовски получава три задочни смъртни присъди по ЗЗД. Участва във всички бойни действия на отряда.
По време на есенно-зимната офанзива на правителствените сили (1943 – 1944) г. четата води тежки боеве при с. Асеневци, с. Горско Сливово и с. Крушуна. На 18 февруари 1944 г. след предателство е убит в престрелка с подразделение от IX ловна дружина край с. Крушуна.